# Paldiski
Paldiski je grad i baltička luka smješten na poluotoku Pakri u sjeverozapadnoj Estoniji, okrug Harjumaa. Izvorno švedsko naselje poznato kao Rågervik postaje ruska pomorska baza u 18. stoljeću. Rusi su ga preimenovali u Балтийский Порт (Baltička Luka, njem. Baltisch-Port) 1762. godine, a estonski naziv Paldiski postao je službenim 1933.
Godine 1962. Paldiski postaje centar za obuku sovjetske ratne mornarica za nuklearne podmornice. Bilo je zapošljeno oko 16.000 ljudi i to je bilo najveće takvo postrojenje u Sovjetskom Savezu. Zbog njegove važnosti, cijeli grad je bio ograđen s bodljikavom žicom dok posljednji ruski ratni brod nije napustio luku u kolovozu 1994. godine.
Nakon što je Estonija postala nezavisna grad nije ima dovoljno stanovnika i biva podređen Keili do 30. listopada 1996. Danas grad ima samo 4.000 stanovnika i ima površinu od 60.17 km2. Rusi su većina u gradu (oko 67%), dok su etnički Estonci manjina (25%).

## Vanjske poveznice
- Paldiski - Službene stranice  Arhivirana inačica izvorne stranice od 28. prosinca 2010. (Wayback Machine)

|  | Zajednički poslužitelj ima još gradiva o temi Paldiski |